# اهتزاز جزيئي
الاهتزاز الجزيئي هي خاصية تحدث عندما تقوم الذرّات في الجزيئات بحركة دورية في حين أن الجزيء ككل يكون له حركة دورانية أو انزلاقية (انسحابية). يعرف تردد الحركة الدورية باسم تردد الاهتزاز، وهذا الاهتزاز يحدث في كل جزيء. عندما تمتص الجزيئات للطاقة فإن الذرات تقوم بهذه الحركة الاهتزازية، يحدث ذلك مثلاً عند امتصاص
الأمواج الكهرومغناطيسية.
يعد امتصاص وإصدار الأشعة الكهرومغناطيسية أساس العمليات في مطيافيات الاهتزاز، مثل مطيافية الأشعة تحت الحمراء ومطيافية رامان.

## المفهوم العام
على العموم، فإن جزيءاً ما له عدد {\displaystyle N} من الذرات يكون عدد درجات الحرية لكل ذرة {\displaystyle 3N}. عند أخذ الجزيء ككل في عين الاعتبار، فإن درجات الحرية يجب أن تتوزع على الذرات كلها، وبهذه الحالة يجب أن ينقص من مقدار درجات الحرية الحركات الانسحابية على المحاور x و y و z، بالإضافة إلى ثلاث درجات حرية أخرى موافقة للدوران حول المحاور المذكورة. بالتالي، فإنه وبالنسبة إلى جزيء له عدد {\displaystyle N} من الذرات ويحوي على زاوية في تركيبه الجزيئي، فإن أنماط الاهتزاز له يعبر عنها {\displaystyle 3N-6}، في حين أنه بالنسبة للجزيئات الخطية فإن لها عدد {\displaystyle 3N-5} من أنماط الاهتزاز، لأن الدوران على المحور الجزيئي لا يلاحظ.
على سبيل المثال، فإن جزيء ثنائي الذرة له نمط واحد من الاهتزاز.

## أنماط الاهتزاز
إن الذرات في مجموعة الميثيلين CH2، المصادفة بشكل كبير في الكيمياء العضوية لها أنماط الاهتزاز التالية:
امتطاط متناظر symmetric stretching - امتطاط لامتناظر asymmetric stretching - القص scissoring (أو الانحناء Bending) - الأرجحة rocking - اهتزاز تأرجحي Wagging - الالتواء Twisting
| امتطاط متناظر | امتطاط لامتناظر | القص (أو الانحناء) |
| ------------- | --------------- | ------------------ |
|               |                 |                    |
| الأرجحة       | اهتزاز تأرجحي   | الالتواء           |
|               |                 |                    |

(تجدر الإشارة إلى أن هذه الأشكال لا تأخذ ارتداد ذرة الكربون في عين الاعتبار.)

## اقرأ أيضاً
- نابض جزيئي